# 99年租约
99年租约是指在历史上的一些英美法系国家，以99年为最长租约期限的租约。虽然大部分国家目前的法律均允许更长的租约期限，但99年仍然是一个常用的习惯租约期限。实际上，99年一般不是一个实际数字，一般租约双方只是要定一个无限期的租约，因此选择了一个比一般人类寿命长的时限。99年租约多见于租借土地，例如新界由《展拓香港界址专条》租给英国，期限就是99年（因此，部分新九龍及新界地契年期最初追訂為1899年起的99年或75年加24年，至1997年6月28日再續期至2047年）。此外，亦有部分國家或地區的土地地上權以99年租約批出，例如新加坡的地上權分為99年及999年兩種（當中，組屋一概為99年）。